# 真冠帶魚
真冠帶魚為輻鰭魚綱月魚目冠帶魚科的其中一種，分布於全球各大洋，屬深海魚類，棲息深度可達1000公尺，體細長呈銀色，前額突出呈角狀，背鰭軟條在頭部延伸成絲狀，背鰭軟條310-392枚，臀鰭軟條5-9枚，體長可達150公分。